# Князь Меншиков (батарея)
Батарея «Князь Меншиков» — долговременное оборонительное сооружение в системе обороны крепости Кронштадт.

## История
В 1826 году у входа в Купеческую гавань возвели деревянную двухъярусную батарею, вооруженную 24 орудиями. В 1841 году на этом месте было решено построить четырёхъярусную казематированную батарею (три закрытых и один открытый ярус). Проект был составлен за три недели инженер-капитаном И. А. Заржецким. Строительство продолжалось с 1843 по 1850 год. В ходе строительства стенка гавани и старое основание батареи были укреплены сваями подводными контрфорсами. Завершенная строительством батарея была названа именем адмирала князя А. С. Меншикова, управляющего Морским Министерством.
Начиная с 1854 года в основе планов морской обороны восточной части Финского залива лежала идея использования минно-артиллерийской позиции. Батарея «Князь Меншиков» вместе с фортами «Павел I» и «Александр I» прикрывала огнём своих орудий минную позицию (три заграждения) в районе Южного фарватера.
В 1896 году, когда в связи с развитием артиллерии батарея утратила своё оборонительное значение, военный министр подписал указ о её исключении из состава оборонительных сооружений. До начала Великой Отечественной войны она использовалась для хранения боевых припасов и военного имущества.
В 1942 году на территории батареи были установлены два 100-мм орудия. Новая батарея получила № 668.
В послевоенные годы два верхних закрытых яруса батареи полностью разобрали.

## Конфигурация и вооружение

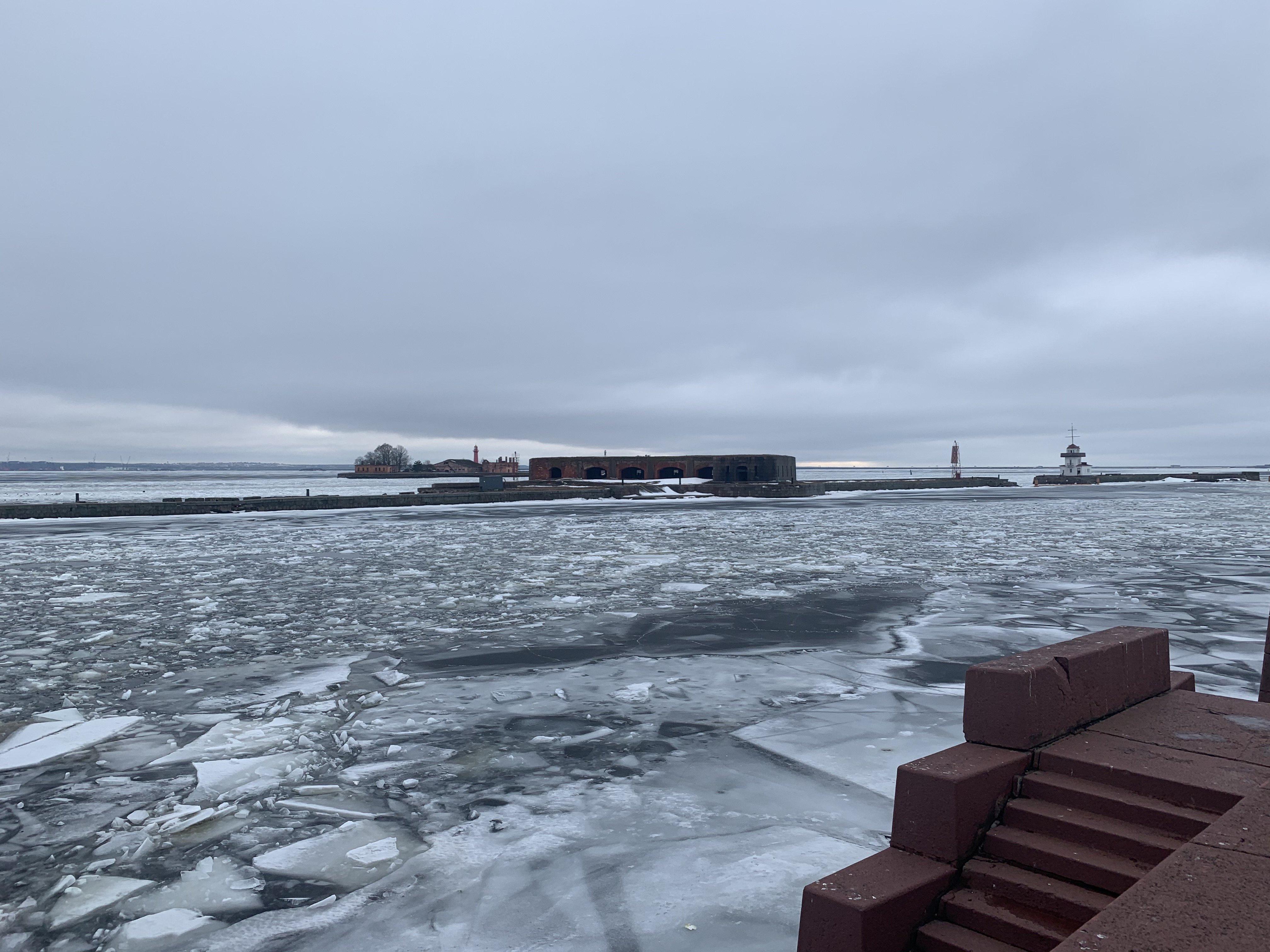

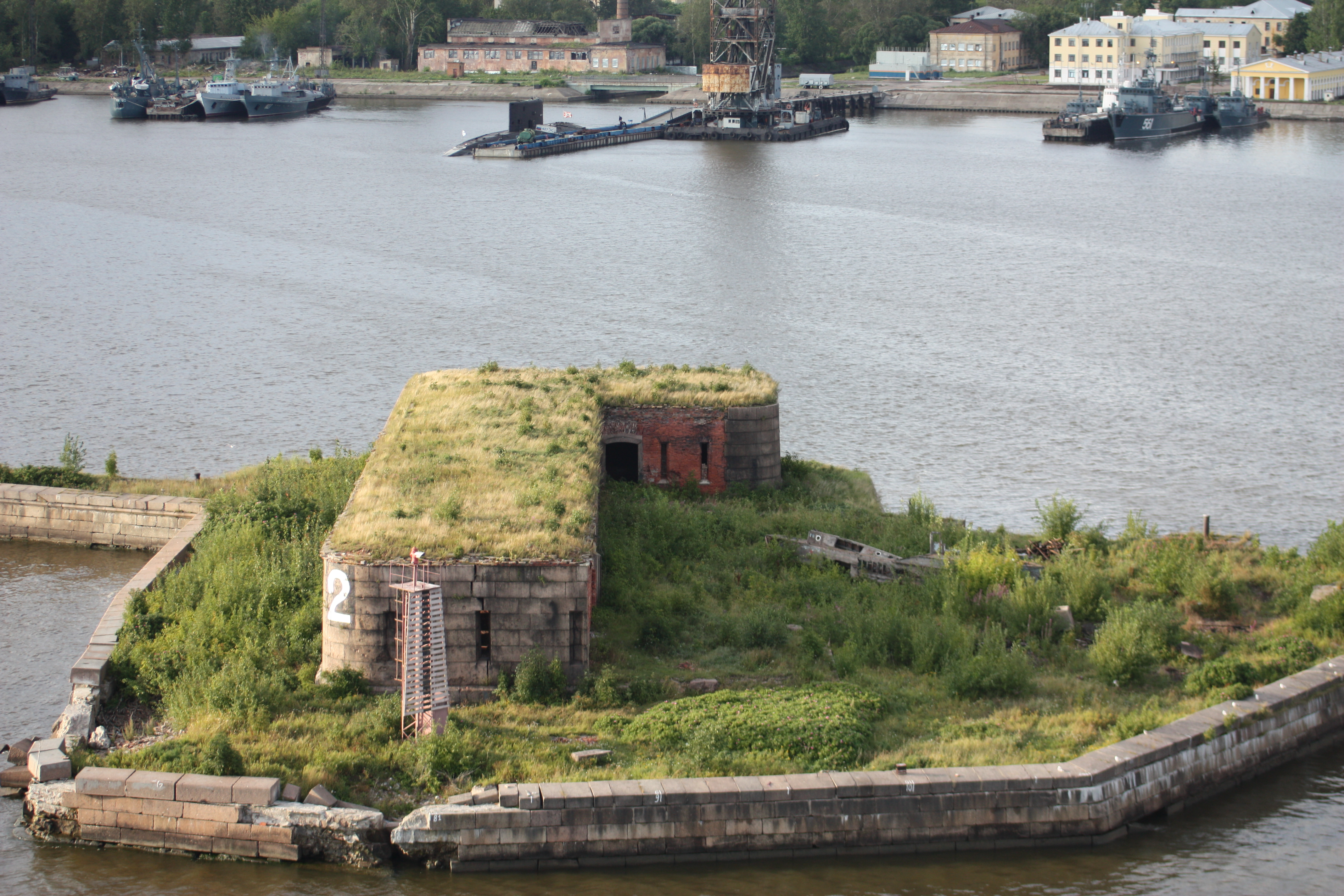

Расположение и сектор обстрела батареи определялись её узким назначением: фронтальным огнём подавлять попытки кораблей противника прорваться по фарватеру на Малый Кронштадтский рейд. В плане батарея представляла собой прямоугольник с двумя пристройками по краям с тыльной стороны. Закрытые ярусы состояли из шести казематов на две трёхпудовые пушки каждый. Фас батареи был блиндирован гранитными плитами. В пристройках находились подъёмники и погреба для бомб и зарядов, а также маршевые лестницы для личного состава.
Основное вооружение батареи было следующим:
- В XIX веке: 44 пушки, из них 42 единицы 3-пудовые бомбические
- В XX веке две х 100-мм пушки Б-34, установлены в 1942—1944 годах (батарея № 668)